# تسراکوی
تسراکوی (انگلیسی: Tserakvi) یک مجموعه کلیسا و صومعه در ناحیه کومو کارتلی کشور گرجستان است که در سده‌های ۱۲ و ۱۳ میلادی ساخته شده است. این بنا  در نزدیکی روستایی به همین نام در شهرداری مارنئولی جای دارد و توسط رودخانه شولاوری احاطه شده است. این مجموعه شامل کلیساهای معبد جرجیس مقدس، یک برج ناقوس، یک انبار شراب و قطعاتی از یک دیوار دفاعی است.کلیسا دارای یک کتیبه دیواری از سده پانزدهم است.